# فرانسيس فيلدمان
فرانسيس فيلدمان (بالإنجليزية: Frances Feldman)‏ هي عاملة إجتماعية أمريكية، ولدت في 1912 في فيلادلفيا في الولايات المتحدة، وتوفيت في 30 سبتمبر 2008.